# Offshore-Windpark Norfolk
Norfolk ist ein in Planung befindlicher Offshore-Windpark im Vereinigten Königreich in der Nordsee. Das Gebiet liegt östlich von Norfolk. Bis zu 4.200 MW könnte der Windpark umfassen. Damit wäre er einer der größten Windparks der Welt.
Er besteht aus den drei Teilflächen Norfolk Boreas, Norfolk Vanguard West und Norfolk Vanguard East.
RWE übernimmt die Projekte für insgesamt 963 Millionen Pfund zum ersten Quartal 2024. Alle drei Norfolk-Projekte will das Unternehmen noch in diesem Jahrzehnt in Betrieb nehmen.

## Norfolk Vanguard
An der Entwicklung der beiden Teilflächen East und West wird gearbeitet.

## Norfolk Boreas
Das Teilgebiet Boreas wurde im Juli 2022 für 1396 Megawatt mit 37,35 £ pro Megawattstunde bezuschlagt. Über einen Differenzvertrag wird die Einspeisevergütung dem Betreiber für 15 Jahre staatlich zugesichert. Erfolgreicher Bieter war die Norfolk Boreas Limited, eine Betreibergesellschaft von Vattenfall. Die Inbetriebnahme war für 2027 geplant.
Im Juli 2023 hat Vattenfall die Investitionsentscheidung für die Projektumsetzung nicht getroffen. Die Investitionsrechnung ergab Kostensteigerungen von 40 Prozent. Die Offshore-Windenergie und ihre Lieferketten seien für höhere Inflation und Kapitalkosten besonders anfällig. Das Projekt war damit zunächst gestoppt. Nach der Übernahme des Projektes, entwickelt RWE den Windpark weiter.